# Cimbria
Cimbria A/S er en international dansk virksomhed, der udvikler, producerer og installerer udstyr og maskiner til industriel forarbejdning, håndtering og opbevaring af korn og frø samt dyrefoder og fødevarer. Produkteksempler er kornsiloer, sorteringsanlæg, tørrerier, terminaler, møller og automation. I 2023 havde de omkring 400 ansatte og omsatte for ca. 800 mio. kroner. Virksomheden blev grundlagt i Sundby Thy syd for Thisted i 1947 af brødrene Erik, Henry og Svend Olesen. Senere flyttede virksomheden til Thisted, hvor den har adresse i dag. Igennem 60 år var virksomheden ejet af familien Olesen, der i 2007 solgte aktiemajoriteten til den svenske kapitalfond EQT Partners. I 2011 blev aktierne overtaget af danske Axcel, der i 2013 solgte videre til britiske Silverfleet Capital. I 2016 blev hele virksomheden overtaget af amerikanske AGCO.